# Andor (televisieserie)
Andor is een Amerikaanse televisieserie gemaakt door Tony Gilroy voor de streamingdienst Disney+. De serie maakt deel uit van de Star Wars-franchise en is een prequel van de Star Wars-film Rogue One uit 2016, waarin het personage Cassian Andor vijf jaar voor de gebeurtenissen in de film wordt gevolgd. Diego Luna nam opnieuw de rol van Cassian Andor voor zijn rekening. 
Het eerste seizoen van Andor met twaalf afleveringen ging in première in september 2022 op Disney+. De serie is gepland te eindigen met seizoen 2 dat wekelijks verscheen vanaf april 2025.

## Verhaal
Het eerste seizoen speelt zich vijf jaar voor de gebeurtenissen in Rogue One (2016) af en vertelt hoe rebellenspion Cassian Andor zich aansloot bij de strijd tegen het Galactische Keizerrijk. Het tweede seizoen gaat over zijn dienst bij de Rebel Alliance.

## Rolverdeling
| Acteur                  | Personage                     | Notitie | Seizoen     | Seizoen     |
| Acteur                  | Personage                     | Notitie | 1           | 2           |
| ----------------------- | ----------------------------- | --- | ----------- | ----------- |
| Diego Luna              | Cassian Andor                 | Een spion voor de Rebellen. Cassian Andor verscheen ook in de film Rogue One: A Star Wars Story. | Hoofdrol    | Hoofdrol    |
| Denise Gough            | Dedra Meero                   | Een luitenant en supervisor van de Imperial Security Bureau (ISB) van het Galactische Rijk die jacht maken op Cassian Andor. | Hoofdrol    | Hoofdrol    |
| Stellan Skarsgård       | Luthen Rael                   | Een antiquair van de planeet Coruscant en werkt in het geheim samen met Mon Mothma tegen het Galactische Rijk als rebellenorganisator. | Hoofdrol    | Hoofdrol    |
| Kyle Soller             | Syril Karn                    | Een ambtenaar van Coruscant die in dienst is bij de ISB van het Galactische Rijk die jacht maken op Cassian Andor, en voormalig medewerker van Preox-Morlana als plaatsvervangend inspecteur. | Hoofdrol    | Hoofdrol    |
| Adria Arjona            | Bix Caleen                    | De ex-vriendin van Cassian Andor, en monteur van haar eigen bedrijf op Ferrix. | Hoofdrol    | Hoofdrol    |
| Genevieve O'Reilly      | Mon Mothma                    | Een senator die hielp bij het oprichten van de Rebel Alliance. Verscheen eerder in de films Star Wars: Episode III: Revenge of the Sith, Rogue One: A Star Wars Story, Star Wars: Episode VI: Return of the Jedi (gespeeld door Caroline Blakiston), de televisieseries Star Wars: The Clone Wars (ingesproken door Kath Soucie) en Star Wars Rebels. | Hoofdrol    | Hoofdrol    |
| Anton Lesser            | Majoor Lio Partagaz           | De leider van het bestuur van het Imperial Security Bureau. | Terugkerend | Terugkerend |
| Elizabeth Dulau         | Kleya Marki                   | Een medewerkster bij de antique winkel van Luthen Rael. | Terugkerend | Terugkerend |
| Muhannad Ben Amor       | Wilmon Paak                   | Een bewoner van de planeet Ferrix. | Terugkerend | Terugkerend |
| Faye Marsay             | Vel Sartha                    | Leider van de groep rebellen op Aldhani. Ze werkt samen met rebellenorganisator Luthen Rael en is de nicht van Mon Mothma. | Terugkerend | Terugkerend |
| Jacob James Beswick     | Attendant Heert               | Een medewerker van de ISB van het Galactische Rijk die jacht maken op Cassian Andor. | Terugkerend | Terugkerend |
| Michael Jenn            | Supervisor Lagret             | Een ISB supervisor van het Galactische Rijk. | Terugkerend | Terugkerend |
| Dave Chapman            | B2EMO (stem)                  | Een oude gereedschap- en sleepdroid van Maarva Andor. | Terugkerend | Terugkerend |
| Alastair Mackenzie      | Perrin Fertha                 | De man van Mon Mothma. | Terugkerend | Terugkerend |
| Varada Sethu            | Cinta Kaz                     | Een lid van de groep rebellen op Aldhani. | Terugkerend | Terugkerend |
| Robert Emms             | Supervisor Lonni Jung         | Een ISB supervisor, die als mol dient door Luthen Rael in het Imperial Security Bureau van het Galactische Rijk. | Terugkerend | Terugkerend |
| Joplin Sibtain          | Brasso                        | Een mijner op de planeet Ferrix, en een vriend van Cassian Andor. | Terugkerend | Terugkerend |
| Kathryn Hunter          | Eedy Karn                     | Syril Karns moeder. | Terugkerend | Terugkerend |
| Bronte Carmichael       | Leida Fertha                  | De dochter van Mon Mothma en Perrin Fertha. | Terugkerend | Terugkerend |
| Lee Ross                | Exmar Kloris                  | De chauffeur van Mon Mothma. | Terugkerend | Terugkerend |
| Duncan Pow              | Ruescott Melshi               | Gevangene op de planeet Narkina 5. Hij verscheen ook in de film Rogue One: A Star Wars Story. | Terugkerend | Terugkerend |
| Richard Dillane         | Davo Sculdun                  | Een Chandrilaanse bankier. | Terugkerend | Terugkerend |
| Ben Miles               | Tay Kolma                     | Een bankier en oude schoolvriend van Mon Montha. | Terugkerend | Terugkerend |
| Forest Whitaker         | Saw Gerrera                   | Saw Gerrera is een verzetsstrijder. Hij verscheen ook in de film Rogue One: A Star Wars Story, het videospel Star Wars Jedi: Fallen Order en de televisieseries Star Wars Rebels, Star Wars: The Clone Wars en Star Wars: The Bad Batch (waarin Gerrera in de laatste twee series ingesproken is door Andrew Kishino). | Terugkerend | Terugkerend |
| Alex Lawther            | Karis Nemik                   | Een lid van de groep rebellen op Aldhani. | Terugkerend | Gastrol     |
| Joshua James            | Dokter Gorst                  | Een dokter en getraind ondervrager van het Galactische Rijk. | Terugkerend | Terugkerend |
| Fiona Shaw              | Maarva Andor                  | De adoptiemoeder van Cassian Andor, en belangrijk persoon op de planeet Ferrix. | Terugkerend |             |
| Alex Ferns              | Sergeant Linus Mosk           | Een sergeant van Preox-Morlana. | Terugkerend |             |
| Ben Bailey Smith        | Luitenant Supervisor Blevin   | Een ISB supervisor van het Galactische Rijk. | Terugkerend |             |
| Wilf Scolding           | Kapitein Vanis Tigo           | Een kapitein van het Galactische Rijk. | Terugkerend |             |
| Noof Ousellam           | Corv                          | Een medewerker van de ISB van het Galactische Rijk die jacht maken op Cassian Andor. | Terugkerend |             |
| Abhin Galeya            | Salman Paak                   | Een bewoner van de planeet Ferrix. | Terugkerend |             |
| Aidan Cook              | Two Tubes                     | Two Tubes verscheen eerder in de film Rogue One: A Star Wars Story. Hij is een Tognath-huurling en een van Saw Gerrera's bondgenoten. | Terugkerend | Terugkerend |
| Aidan Cook              | Dokter Quadpaw                | Een dokter die de groep rebellen van Aldhani oplapt. | Gastrol     |             |
| Aidan Cook              | KX Unit                       | Een beveiligrobot van dezelfde droid-serie als K-2SO uit Rogue One: A Star Wars Story, die Cassian Andor in de toekomst herprogrammeert. | Gastrol     |             |
| Aidan Cook              | Strang                        | Een bezoeker van een kunstentoonstelling georganiseerd door Davo Sculdun. |             | Gastrol     |
| Victor Perez            | Rashi                         | Een bewoner van de planeet Ferrix. | Terugkerend |             |
| Lucy Russell            | Supervisor Grandi             | Een ISB supervisor van het Galactische Rijk. | Terugkerend |             |
| Andy Serkis             | Kino Loy                      | Gevangene en toezichthouder op de planeet Narkina 5. Andy Serkis vertolkte eerder de rol van Supreme Leader Snoke in de films Star Wars: Episode VII - The Force Awakens, Star Wars: Episode VIII - The Last Jedi en Star Wars: Episode IX - The Rise of Skywalker. | Terugkerend |             |
| Ebon Moss-Bachrach      | Arvel Skeen                   | Een lid van de groep rebellen op Aldhani. | Terugkerend |             |
| Gershwyn Eustache Jnr   | Taramyn Barcona               | Een lid van de groep rebellen op Aldhani. | Terugkerend |             |
| Sule Rimi               | Luitenant Gorn                | Een lid van de groep rebellen op Aldhani. | Terugkerend |             |
| Clemens Schick          | Ham                           | Gevangene op de planeet Narkina 5 | Terugkerend |             |
| Christopher Fairbank    | Ulaf                          | Gevangene op de planeet Narkina 5. | Terugkerend |             |
| Kieran O'Brien          | Pegla                         | Een medewerker van het scheepbedrijf op de planeet Ferrix. | Terugkerend |             |
| Gary Beadle             | Clem Andor                    | De adoptievader van Cassian Andor. | Terugkerend |             |
| James McArdle           | Timm Karlo                    | De vriend van Bix Caleen. | Terugkerend |             |
| Antonio Viña Lucas Bond | Kassa                         | De jongere versie van Cassian Andor. | Terugkerend |             |
| Josef Davies            | Xaul                          | Gevangene op de planeet Narkina 5. | Terugkerend |             |
| Martin Ware             | "Voice of God"                | De stem die klinkt in de gevangenis op de planeet Narkina 5. | Terugkerend |             |
| Malcolm Sinclair        | Kolonel Wullf Yularen         | Wullf Yularen verscheen eerder in de animatieseries Star Wars: The Clone Wars, Star Wars Rebels (waarin hij werd ingesproken door Tom Kane) en de film Star Wars: Episode IV - A New Hope (gespeeld door Robert Clarke). | Terugkerend |             |
| Rupert Vansittart       | Chief Hyne                    | De commissaris van Preox-Morlana. | Terugkerend |             |
| Adrian Rawlins          | Dokter Rhasiv                 | Een gevangene en dokter in de gevangenis op de planeet Narkina 5 | Terugkerend |             |
| Nick Blood              | Korporaal Kimzi               | Een korporaal op de planeet Aldhani die werkt voor het Galactische Rijk. | Terugkerend |             |
| Ron Cook                | Willi                         | Een bezoeker van de planeet Ferrix. | Terugkerend |             |
| Stanley Townsend        | Commandant Jayhold Beehaz     | Een commandant van het leger van het Galactische Rijk op de planeet Aldhani, | Bijrol      |             |
| Roger Barclay           | Kapitein Elk                  | Bevelhebber van de Keizerlijke patrouille-ruimtekruiser Segra Milo | Bijrol      |             |
| Rosalind Halstead       | Runai Sculdun                 | De vrouw van Davo Sculdun. | Gastrol     | Terugkerend |
| Finley Glasgow          | Stekan Sculdun                | De zoon van Davo en Runai Sculdun. Verloofde van Leida Fertha. | Gastrol     | Terugkerend |
| Belle Swarc             | Kerri                         | Het zusje van Cassian Andor die woonde op de planeet Kenari. | Gastrol     | Gastrol     |
| Richard Katz            | Kolonel Petigar               | Ingenieur voor het Galactisch rijk op Aldhani | Gastrol     |             |
| David Hayman            | Hoofdman                      | De hoofd van een stam op de planeet Aldhani. | Gastrol     |             |
| Mike Quinn              | Dewi (stem)                   | Een visser op Narkina 5 | Gastrol     |             |
| Damian Farrell          | Freedi (stem)                 | Een visser op Narkina 5 | Gastrol     |             |
| Lee Boardman            | Kravas Drezzer                | Agent van Preox-Morlana | Gastrol     |             |
| Kiran Shah              | Granik                        | Bewoner van Ferrix | Gastrol     |             |
| Katrina Nare            | Windi                         | Geliefde van Cassian Andor op Niamos | Gastrol     |             |
| Michelle Duncan         | Roboda Beehaz                 | Vrouw van commandant Jayhold Beehaz | Gastrol     |             |
| Alfie Todd              | Leonart Beehaz                | Zoon van commandant Jayhold Beehaz | Gastrol     |             |
| Hugh Sachs              | Senator Dhow                  | Senator in de Keizerlijke senaat | Gastrol     |             |
| Ragevan Vasan           | Attendant Felzonis            | Medewerker van de ISB | Gastrol     |             |
| Beatie Edney            | Rechter                       | Rechter op Niamos | Gastrol     |             |
| Sam Witwer              | Strandtrooper (stem)          | Galactische soldaat op Niamos | Gastrol     |             |
| Apple Brook             | Buurvrouw                     | De buurvrouw van Eedy Karn. | Gastrol     |             |
| Josh Herdman            | Bewaker                       | Een bewaker van Narkina 5. | Gastrol     |             |
| Hebe Beardall           | Pit #2                        | | Gastrol     |             |
| Ella Pellegrini         | Dreena                        | Een lid van de rebellengroep, Ghorman Front, die zich verzette tegen het Galactische Rijk op de planeet Ghorman. |             | Terugkerend |
| Pierro Niel-Mee         | Erskin Semaj                  | Een commandant die senator Mon Mothma hielp in het Galactische Senaat en in haar rebelse zaken, in het geheim als agent van Luthen Raels Axis-netwerk. Hij verscheen eerder in de televisieserie Star Wars Rebels, waarin Semaj in werd ingesproken door Josh Brener. |             | Terugkerend |
| Richard Sammel          | Carro Rylanz                  | Een zakenman en een gekozen functionaris op de planeet van Ghorman. De leider van een rebellengroep, Ghorman Front, die zich verzette tegen het Galactische Rijk op Ghorman. |             | Terugkerend |
| Caroline Vanier         | Leeza                         | Een medewerker op het veldkantoor van het Imperial Bureau of Standards in Palmo, de hoofdstad van de planeet Ghorman. Tevens een lid van de rebellengroep, Ghorman Front, die zich verzette tegen het Galactische Rijk op de planeet Ghorman. |             | Terugkerend |
| Alaïs Lawson            | Enza Rylanz                   | De dochter van Carro Rylanz en een lid van de rebellengroep, Ghorman Front, die zich verzette tegen het Galactische Rijk op de planeet Ghorman. |             | Terugkerend |
| Théo Costa-Marini       | Dilan                         | De vriend van Enza Rylanz en een lid van de rebellengroep, Ghorman Front, die zich verzette tegen het Galactische Rijk op de planeet Ghorman. |             | Terugkerend |
| Ewens Abid              | Tazi                          | Een lid van de rebellengroep, Ghorman Front, die zich verzette tegen het Galactische Rijk op de planeet Ghorman. |             | Terugkerend |
| Alex Skarbek            | Capso                         | Een lid van de rebellengroep, Ghorman Front, die zich verzette tegen het Galactische Rijk op de planeet Ghorman. |             | Terugkerend |
| Abraham Wapler          | Samm                          | Een lid van de rebellengroep, Ghorman Front, die zich verzette tegen het Galactische Rijk op de planeet Ghorman. |             | Terugkerend |
| Ben Mendelsohn          | Director Orson Callan Krennic | De directeur van het Imperial Military Depertment of Advanced Weapons Research, dat behoort tot de Imperial Intelligence en het Imperial Security Bureau. Daarnaast was hij de commandant van de Death Star tot het begin van de Galactische Burgeroorlog. Hij verscheen eerder in de film Rogue One: A Star Wars Story en de televisieserie Star Wars: The Bad Batch. |             | Terugkerend |
| Alistair Petrie         | General Davits Draven         | De generaal in de rebellenalliantie tijdens de Galactische Burgeroorlog. Verscheen eerder in de film Rogue One: A Star Wars Story. |             | Terugkerend |
| Thierry Godard          | Lezine                        | |             | Terugkerend |
| Claire Brown            | Talia                         | |             | Terugkerend |
| Benjamin Bratt          | Bail Organa                   | Een senator, politicus, staatsman en revolutionaire leider van de planeet Alderaan. Verscheen eerder in de films Star Wars: Episode II - Attack of the Clones, Star Wars: Episode III - Revenge of the Sith en Rogue One: A Star Wars Story, de televisieserie Obi-Wan Kenobi, en de animatieseries Star Wars: The Clone Wars, Star Wars: Tales of the Jedi, Star Wars: The Bad Batch en Star Wars Rebels. In de eerdere live-action projecten werd Bail Organa vertolkt door Jimmy Smits. Organa werd ingesproken door Phil LaMarr voor de animatieseries. |             | Terugkerend |
| Alan Tudyk              | K-2SO                         | Een geherprogrameerde KX-beveiligingsdroid die samenwerkt met Cassian Andor. Verscheen eerder in de film Rogue One: A Star Wars Story. |             | Terugkerend |
| Jonathan Coy            | Uncle Sordo                   | |             | Terugkerend |
| Suzanne Bertish         | Aunt Squidna                  | |             | Terugkerend |
| Laura Marcus            | Beela                         | |             | Terugkerend |
| Robin Sebastian         | Father                        | |             | Terugkerend |
| Harry Delano            | Son                           | |             | Terugkerend |
| Kurt Egyiawan           | Grymish                       | |             | Terugkerend |
| Stefan Crepon           | Thela                         | |             | Terugkerend |
| Raphael Roger Levy      | Senator Dasi Oran             | |             | Terugkerend |
| Jonjo O'Neill           | Captain Kaido                 | |             | Terugkerend |
| Sam Gilroy              | Gardis                        | |             | Terugkerend |
| Benjamin Norris         | Bardi                         | |             | Terugkerend |
| Sonny Poon Tip          | Flek                          | |             | Terugkerend |
| Gloria Obianyo          | Snee                          | |             | Terugkerend |
| Chicho Tche             | Snur                          | |             | Terugkerend |
| Jack Bandeira           | Rowd                          | |             | Terugkerend |
| Dylan Brady             | Neek                          | |             | Terugkerend |
| Dylan Blore             | Nazy                          | |             | Terugkerend |
| Pilip Hill-Pearson      | Plug                          | |             | Terugkerend |
| Akie Kotabe             | Musk                          | |             | Terugkerend |
| Ryan Pope               | Kellen                        | |             | Terugkerend |
| Alex Waldmann           | Lieutenant Krole              | |             | Terugkerend |
| Marc Rissmann           | Pluti                         | |             | Terugkerend |
| Mia Soteriou            | Mishko                        | |             | Terugkerend |
| Tomi May                | Sergeant Bloy                 | |             | Terugkerend |
| Cavin Cornwall          | Oathkeeper                    | |             | Terugkerend |
| Alan Mehdizadeh         | IOC Guard #2                  | |             | Terugkerend |
| Jonathan Rhodes         | Reporter #1                   | |             | Terugkerend |
| Caoilfhionn Dunne       | Lepori                        | |             | Terugkerend |
| Andrew Brooke           | Sergeant Gharial              | |             | Terugkerend |
| Louis Martin            | Sergeant Benzi                | |             | Terugkerend |
| Terique Jarrett         | Lieutenant Poyle              | |             | Terugkerend |
| Josie Walker            | Force Healer                  | |             | Terugkerend |
| April V Woods           | Little Kleya                  | |             | Bijrol      |
| Rachelle Diedericks     | Niya                          | |             | Gastrol     |
| David Westhead          | Admiraal Daysar               | |             | Gastrol     |
| Eva-Jane Willis         | Rika                          | |             | Gastrol     |
| Derek Arnold            | Senator #3                    | |             | Gastrol     |
| Derek Arnold            | Pao                           | |             | Gastrol     |
| Nick Kellington         | Senator #4                    | |             | Gastrol     |
| Philippe Spall          | Sunif Brecanti                | |             | Gastrol     |
| Pui Fan Lee             | Niki                          | |             | Gastrol     |
| Ruby Wax                | Moffi & Toffi                 | |             | Gastrol     |
| Nicholas Day            | Cleave                        | |             | Gastrol     |
| Ana Ularu               | Beska                         | |             | Gastrol     |
| Akshay Khanna           | Selko                         | |             | Gastrol     |
| Beru Tessema            | Charval                       | |             | Gastrol     |
| James Northcote         | Pono                          | |             | Gastrol     |
| Nicholas Blane          | Senator Karloo                | |             | Gastrol     |
| Jane Bertish            | Senator Erveen                | |             | Gastrol     |
| Nathan Clough           | Intake Sergeant               | |             | Gastrol     |
| Tim Plester             | Fay Drolla                    | |             | Gastrol     |
| Bailey Patrick          | Corporal Amari                | |             | Gastrol     |
| Juliet Cowan            | Tinch                         | |             | Gastrol     |
| Tim Bentinck            | Doctor Recklaw                | |             | Gastrol     |
| Stephen Stanton         | Amidral Raddus (stem)         | Een Mon Calamari admiraal van de rebellenalliantie en officier bij de verdedigingsdiensten van Mon Cala. Raddus verscheen eerder in de film Rogue One: A Star Wars Story. De motion-capture van Admiral Raddus wordt gedaan door James Henri-Thomas. |             | Gastrol     |
| Sharon Duncan-Brewster  | Senator Tynnra Pamlo          | De senator van Taris en belangrijk lid van de rebellenalliantie. Verscheen eerder in de film Rogue One: A Star Wars Story en de televisieserie Star Wars: The Bad Batch. |             | Gastrol     |
| Jonathan Aris           | Senator Nower Jebel           | De senator van Uyter en belangrijk lid van de rebellenalliantie. Verscheen eerder in de film Rogue One: A Star Wars Story. |             | Gastrol     |

## Afleveringen

### Seizoen 1
| Nr. in reeks | Nr. in seizoen | Titel               | Schrijver(s)                  | Regisseur      | Eerste uitzenddatum |
| --- | -------------- | ------------------- | ----------------------------- | -------------- | ------------------- |
| 1 | 1              | Kassa               | Toby Haynes                   | Tony Gilroy    | 21 september 2022   |
| Vijf jaar voor de Slag om Yavin reist Cassian Andor van de planeet Ferrix naar de industriële planeet Morlana One om er zijn vermiste zus te vinden. Zijn spoor leidt naar een bordeel maar de vrouw die zijn zus zou kunnen zijn, werkt er niet meer. Hij geraakt er in een woordenwisseling met twee Pre-Mor Authority-veiligheidsagenten, die hem kort daarna buiten het bordeel aanvallen. In de schermutseling doodt Cassian per ongeluk een agent en executeert de andere agent om hem niet te kunnen verraden. Cassian vlucht terug naar Ferrix, waar hij zijn korte trip naar Morlana One probeert te verbergen door de droid van zijn adoptiemoeder Maarva, genaamd B2EMO, en zijn vriend Brasso te overtuigen hem te dekken. Cassian vraagt ook aan zijn vriendin Bix om hem in contact te brengen met een koper op de zwarte markt om een door hem gestolen Starpath Unit, een waardevol stuk Keizerlijke navigatietechnologie, te verkopen. Bix stemt toe en neemt contact op met de koper, maar haar pogingen om haar band met Cassian te verbergen, maken Timm, haar geliefde, achterdochtig. Op Morlana One kiest de hoofdinspecteur van veiligheid ervoor de moord op de veiligheidsagenten in de doofpot te stoppen, maar tijdens diens afwezigheid is zijn vice-inspecteur, de jonge plichtsgetrouwe Syril Karn, vastbesloten de zaak alsnog op te lossen. Karn identificeert Cassians geleende schip en traceert het naar Ferrix, en verneemt van een ooggetuige in het bordeel dat Cassian zei dat hij van de planeet Kenari kwam. Terugblik op Cassians jeugd, toen Kassa genaamd: De jonge Kassa en zijn primitieve stam op de planeet Kenari zien een ruimteschip neerstorten en gaan op onderzoek uit. Kassa houdt zijn jongere zus tegen om zich bij de expeditie te voegen en laat haar achter om hun kampement te bewaken. |                |                     |                               |                |                     |
| 2 | 2              | That would be me    | Toby Haynes en Benjamin Caron | Tony Gilroy    | 21 september 2022   |
| Timm, nog steeds achterdochtig over Bix' relatie met Cassian, geeft Cassian aan bij Pre-Mor Security, die een arrestatiebevel uitvaardigt. Karn werkt samen met Mosk, een even plichtsgetrouwe Pre-Mor onderofficier, om Cassian te arresteren. B2EMO informeert Cassian en Maarva over het arrestatiebevel. Cassian maakt zich klaar om de planeet te ontvluchten. Ondertussen reist Bix' koper, Luthen Rael, naar Ferrix om de Starpath Unit te bemachtigen. Terugblik op Cassians jeugd: Kassa en de andere stamleden vinden en onderzoeken het gecrashte schip bij een grote verlaten industriële ontginningsoperatie. Wanneer één van hen wordt gedood door een bemanningslid van het neergestorte schip, doodt de stam de aanvaller en verlaat snel de crashplaats. Kassa blijft achter om het schip te onderzoeken. |                |                     |                               |                |                     |
| 3 | 3              | Reckoning           | Toby Haynes                   | Tony Gilroy    | 21 september 2022   |
| Rael arriveert op Ferrix en ontmoet Cassian in een verlaten fabriek. Karn en Mosk komen ook juist aan met een dozijn veiligheidsagenten en gaan in het dorp op zoek naar Cassian. Ze confronteren Maarva, maar zij weigert mee te werken. Karn onderschept een bericht van Cassian naar B2EMO, en bepaalt zo zijn positie. Cassian wil de Starpath Unit verkopen en Ferrix verlaten, maar Luthen probeert hem over te halen om zich bij de Rebellie aan te sluiten. Als Karns agenten de fabriek binnenvallen, ontsnappen de twee mannen na een hevig vuurgevecht terug naar Maarva's huis, waar ze Karn overmeesteren. Wanneer Bix ontdekt dat Timm Cassian heeft verraden, snelt ze hem te hulp, maar wordt gearresteerd door de agenten, die Timm doden wanneer hij probeert tussenbeide te komen. De agent die het schot afvuurde wordt teruggestuurd naar de ruimtepod waarmee de veiligheidsagenten aankwamen, maar de pod wordt na het opstijgen vernietigd door sabotage van Brasso. Luthen en Cassian ontsnappen van de planeet en laten een verslagen Karn en Mosk achter. Terugblik op Cassians jeugd: Maarva en haar man Clem plunderen het neergestorte schip op Kenari, en vinden Kassa. Maarva besluit hem mee te nemen, omdat ze voor zijn lot vreest als hij daar door soldaten van de Republiek wordt ontdekt, die op komst zijn. |                |                     |                               |                |                     |
| 4 | 4              | Aldhani             | Susanna White                 | Dan Gilroy     | 28 september 2022   |
| Luthen neemt Cassian mee naar de planeet Aldhani en vraagt hem om deel te nemen aan een sabotagemissie. Cassian is terughoudend maar stemt uiteindelijk toe nadat Luthen hem een grote beloning belooft; Luthen vraagt hem een pseudoniem te gebruiken onder de rebellen, en Cassian kiest voor 'Clem'. Vel Sartha, de leidster van de rebellengroep, stelt hem voor aan de andere missieleden, maar houdt Luthens betrokkenheid geheim. Ze leggen Cassian uit dat ze van plan zijn de soldij van een Keizerlijk garnizoen te stelen op een belangrijk Keizerlijk bevoorradingspunt, hierbij gebruikmakend van een zeldzaam natuurverschijnsel in de lucht van Aldhani als afleidingsmanoeuvre om te ontsnappen, aangezien hun vluchtvoertuig niet al te snel is. De missieleden tonen hun ontevredenheid dat enkele dagen voor de missie 'Clem' wordt toegevoegd aan het rebellenteam. Ondertussen is Luthen naar de planeet Coruscant gereisd waar hij een dekmantel heeft als kunsthandelaar. Senator Mon Mothma, die de Rebellie financieel ondersteunt, ontmoet hem in zijn handelszaak en samen bespreken ze de uitdagingen om hun verzet tegen het Keizerrijk verborgen te houden. Luitenant Elders van het Imperial Security Bureau (ISB) neemt de leiding van de sector rond Morlana One over. Hij ontslaat de hoofdinspecteur, diens luitenant Karn en sergeant Mosk, vanwege de mislukte arrestatie. Karn keert teleurgesteld terug naar zijn moeder, die hem met gemengde gevoelens ontvangt. ISB-luitenant Dedra Meero zoekt toegang tot en autoriteit over het Ferrix-incident, maar wordt geconfronteerd met tegenstand van haar collega Elders en hun superieur, majoor Partagaz. |                |                     |                               |                |                     |
| 5 | 5              | The axe forgets     | Susanna White                 | Dan Gilroy     | 5 oktober 2022      |
| Op Aldhani verbergt 'Clem' (Cassian) zijn verleden voor de andere leden van het rebellenteam. De meesten wantrouwen hem, in het bijzonder Arvel Skeen. Taramyn Barcona traint Cassian en de andere rebellen voor de geplande overval. Op weg naar de plaats van overval, het Aldhani keizerlijk garnizoen, ontstaat een schermutseling tussen Skeen en 'Clem'. Skeen stelt Cassians beweegredenen ter discussie. Om de gemoederen te bedaren, onthult 'Clem' dat hij een huurling is. Het team staat hem desondanks toe deel te nemen aan de missie. Ondertussen helpt de keizerlijke officier en rebellen-dubbelspion luitenant Gorn heimelijk Vels team. De rebellen nemen hun posities in, klaar voor de overval. Op Coruscant tracht Eedy Karn nieuwe carrièremogelijkheden te verkennen voor haar gedesillusioneerde zoon Syril. Senator Mon Mothma richt een nieuwe liefdadigheidsinstelling op terwijl de relaties met haar man en dochter steeds moeizamer worden. Op Ferrix koopt luitenant Elders een hotel als nieuw ISB-hoofdkwartier. Ondertussen komen zijn rivaal luitenant Meero en haar assistent Heert tot de conclusie dat de rebellen een reeks gecoördineerde overvallen op wapens en technologie van het Keizerrijk plegen. Luthen wacht op Coruscant gespannen op de afloop van de missie. |                |                     |                               |                |                     |
| 6 | 6              | The eye             | Susanna White                 | Dan Gilroy     | 12 oktober 2022     |
| Missieleden Karis Nemik en 'Clem' (Cassian) discussiëren over Nemiks recente schrijfsels in zijn manifesto over de Rebellie. In het Keizerlijk hoofdkwartier op Aldhani, gelegen aan een waterdam, ontvangt commandant Beehaz kolonel Petigar. Pelgrims van de lokale Dhanisbevolking naderen de tempel vlak bij de waterdam, begeleid door Keizerlijke soldaten. Ze komen een driejaarlijks veelkleurig luchtspektakel van meteorieten vieren dat voor hen een teken van de goden is. Cassian en drie andere rebellen, Nemik, Taramyn en Skeen, sluiten zich stiekem aan bij de pelgrims, vermomd als Keizerlijke soldaten. Twee andere rebellen, Cinta Kaz en Vel, zwemmen onder water naar de dam en klimmen erop om een radiofrequentieverstoorder te installeren. Commandant Beehaz en kolonel Petigar ontvangen de pelgrims bij de tempel in een ceremonie. Tijdens hun terugtocht naar het hoofdkwartier zorgt luitenant Gorn ervoor dat ze begeleid worden door de vier vermomde rebellen. Eenmaal terug in het gebouw nemen de rebellen de commandant en kolonel onder schot. De kolonel verzet zich en wordt neergeschoten door Cinta, die via een andere doorgang met Vel aankwam om zich bij de groep te voegen. Met de lift gaan ze naar de kluis waar ze gevangen soldaten dwingen het geld te laden in een cargoruimteschip. Soldaten die onraad ruiken door de radiostoringen trekken naar de kluis waar een vuurgevecht ontstaat. Gorn en Taramyn laten het leven. De resterende missieleden slagen erin met het cargoschip te ontsnappen door het luchtspektakel. Drie achtervolgende Tie-fighters worden vernietigd door de meteorieten. Cinta, die gijzelaars bewaakte, ontsnapt te voet, vermomd als soldaat. De zwaargewonde Nemik wordt naar een dokter gebracht. Tijdens de operatie stelt Skeen buiten aan Cassian voor om de buit onder elkaar te verdelen waarop Cassian Skeen doodschiet. Nemik sterft op de operatietafel. Cassian besluit dat zijn missie volbracht is en laat Vel achter met de buit. Alvorens hij vertrekt, geeft Vel hem het manifesto van Nemik. Op Coruscant verheugen Mon Mothma en Luthen zich over het nieuws van de gelukte overval. |                |                     |                               |                |                     |
| 7 | 7              | Announcement        | Benjamin Caron                | Stephen Schiff | 19 oktober 2022     |
| Syril en zijn moeder bespreken Syrils sollicitatie later die dag. Uiteindelijk krijgt hij een baan bij het 'Bureau voor Standaardisering', afdeling 'Brandstofzuiverheid'. De ISB bespreekt op een vergadering de maatregelen volgend op de geldoverval. Luitenant Meero vraagt een rapport aan van alle gestolen Keizerlijke militaire goederen in alle stersystemen van de laatste twee jaren. Supervisor Blevin beschuldigt supervisor Meero op een ISB-vergadering van een niet toegestane rapport-aanvraag. Meero overtuigt majoor Partagaz dat zij bewijzen heeft ontdekt van gecoördineerde misdaden door de Rebellie en mag verder onderzoek uitvoeren. Mon Mothma uit haar ontevredenheid aan Luthen over de overval en de kwalijke gevolgen ervan namelijk de verdere onderdrukking van de bevolking door het Keizerrijk. Op een feest vraagt zij aan een oude vriend, bankier Tay Kolma, om hulp om een deel van haar fortuin te versluizen naar een zogenaamd goed doel, maar ze geeft toe dat ze met het geld politieke doeleinden heeft. De assistente van Luthen geeft aan Vel de opdracht om Cassian te vinden en te liquideren, uit vrees dat hij Luthen zou kunnen verraden. Cassian bezoekt zijn adoptiefmoeder Maarva op Ferrix om haar te vragen mee te gaan naar oorden ver weg van Keizerlijke autoriteiten. Terwijl zijn moeder slaapt bezoekt hij Bix, waar een onhartelijk gesprek volgt. Tijdens zijn terugtocht naar zijn moeders huis ziet hij stormtroopers, die hem doen herinneren aan zijn adoptiefvader Clem die in zijn jeugd door het Keizerrijk werd opgehangen. De jonge Cassian nam toen wraak op enkele stormtroopers. In de ochtend zegt Maarva tegen Cassian dat ze niet met hem meegaat en wil vechten tegen het Keizerrijk. Vol onbegrip vertrekt hij alleen. Cassian verschuilt zich als toerist op de planeet Niamos onder de schuilnaam Keef Girgo. Tijdens een wandeling op de zeedijk wordt hij opgepakt door Keizerlijke troepen die hem ervan beschuldigen deel uit te maken van een groep betogers die Cassian toevallig voorbijliepen, op de loop voor die troepen. De Keizerlijke rechter veroordeelt hem tot zes jaar gevangenis. |                |                     |                               |                |                     |
| 8 | 8              | Narkina 5           | Toby Haynes                   | Beau Willimon  | 26 oktober 2022     |
| Keef Girgo (Cassian) wordt getransporteerd naar een op zee liggende Keizerlijke gevangenis op de planeet Narkina 5. De gevangenis is een werkkamp waar gevangenen op blote voeten moeten lopen zodat ze bij opstand door de bewaking via de stalen Tunkstoidvloer geëlektrocuteerd kunnen worden. Keef wordt ondergebracht bij afdeling 5-2-D, waar toezichthouder en medegevangene Kino Loy hem duchtig duidelijk maakt wat zijn plaats binnen het werksysteem is. Loy wijst hem toe aan werktafel 5, waar hij kennismaakt met zijn zes werkmakkers Jem(boc), Xaul, Taga, Ulaf, Ham en Melshi. Na de twaalf uren werkdienst krijgt Keef een cel toegewezen. Gevangenen vragen hem wat hij weet van de nieuwe PORD-wetgeving (Public Order Resentencing Directive) en de Rebellie, maar hij zegt van niets te weten. 's Nachts wordt de gang van de celafdeling onder hoogspanning gezet als veiligheid tegen ontsnappen. Dertig werkdiensten later heeft Cassian zich volledig ingewerkt in zijn team aan de montagetafel. Die nacht pleegt de mentaal gebroken gevangene Veemos zelfmoord door vanuit zijn cel op de vloer onder hoogspanning te stappen. ISB-luitenant Meero ondervraagt Syril Karn over zijn zoektocht naar Cassian via het indienen van valse rapporten op zijn werk. Zij vraagt naar de man die met Andor wist te ontsnappen maar Karn kan haar niet helpen. Ze waarschuwt hem te stoppen met zijn zoektocht. De onbekende man, die de bijnaam 'Axis' krijgt, wordt het hoofddoelwit van de ISB om de Rebellie te kunnen vernietigen. Luitenant Meero weet de ISB-leiding te overtuigen om de planeet Ferrix onder zwaar toezicht te plaatsen om 'Axis' te vinden. Op Coruscant ontvangt Mon Mothma haar collega-senatoren op een feestje om stemmen te ronselen tegen de nieuwe PORD-wetgeving van de Keizer, die de huidige gevangenisstraffen heel wat verzwaart en de ISB meer vrijheid geeft onderzoeken te stellen. Haar bankier Tay Kolma vertelt haar dat die wetgeving het hem moeilijker maakt om haar geld heimelijk te versluizen. Op Ferrix ontfermen Bix en Brasso zich over de zieke Maarva. Ze was gevallen toen ze onderzocht of de tunnel naar het hotel (en tegenwoordig het Keizerlijke hoofdkwartier) nog open was zodat de Rebellie het hotel stiekem zou kunnen aanvallen. De rebellen Vel en Cinta houden Bix vlakbij in het oog in de hoop dat Cassian opduikt. Bezorgd om Maarva tracht Bix met een geheime transmissiezender contact te maken met Luthen Rael op Coruscant om Cassian te vinden, maar uit angst om ontdekt te worden door het Keizerrijk sluit Luthen de verbinding met Ferrix permanent af. De ISB heeft Bix' poging tot contact getraceerd en arresteert haar voor ondervraging. Luthen vliegt naar de planeet Segra Milo om Saw Gerrera te ontmoeten. Die verschuilt zich daar in grotten met zijn bende vrijbuiters. In ruil voor Keizerlijke apparatuur vraagt Luthen aan Saw om de rebel Anto Kreegyr luchtsteun te geven bij diens aanval op de Keizerlijke krachtcentrale van Spellhaus, maar Saw weigert. |                |                     |                               |                |                     |
| 9 | 9              | Nobody's Listening! | Toby Haynes                   | Beau Willimon  | 2 november 2022     |
| Salmon Paak heeft na marteling verklapt dat hij werd gerekruteerd en betaald door een vrouw om een geheime transmissiezender in zijn zaak op Ferrix te verstoppen om gestolen Keizerlijk handelswaar te verkopen aan 'Axis'. Paak heeft hem één keer ontmoet en daarna heeft alleen Bix hem ontmoet. Bix was de enige die echt in contact was met Axis via de transmissiezender. Zij weigert medewerking bij haar verhoor en wordt ook gemarteld door dr. Gorst en luitenant Meero, waarbij ze kraakt en alles vertelt, waardoor de ISB een link kan leggen tussen Andor en de Aldhani-overval. Bix wordt gevangen gehouden als getuige. De lokale commandant wil Paak ophangen als voorbeeld voor de bevolking. Andors adoptiefmoeder wordt met rust gelaten omdat ze te zwak is voor ondervraging en ze dient als lokaas voor Andor. Het Keizerrijk arresteert een Rebelpiloot in Steergaard bij een standaardcontrole, die direct verhoord wordt door de ISB. Hij blijkt lid te zijn van de Rebellie van Anto Kreegyr en ze zouden van plan zijn een krachtcentrale op Spellhaus aan te vallen. De ISB neemt maatregelen om de Rebellen in de val te lokken. In de senaat probeert Mon Mothma haar collega's te overtuigen dat de nieuwe PORD-wet hun macht zal vernietigen. Weer thuis ontvangt ze haar nicht Vel die ze al zes maanden niet meer gezien heeft. Ze is bezorgd om Vels betrokkenheid in de Rebellie en vraagt haar het een tijdje rustig aan te doen om haarzelf te beschermen. Tay Kolma vertelt Mon Mothma dat haar illegale geldtransfer van 400.000 credits een probleem kan worden en stelt voor de hulp in te roepen van de Chandrilaanse bankier Davo Sculdun. Met veel tegenzin stemt ze toe in een ontmoeting met die 'schurk'. Syril Karn heeft promotie op zijn werk gekregen en gaat bij het ISB-kantoor staan wachten om luitenant Meero te bedanken. Zij apprecieert zijn stalkingsgedrag niet en stuurt hem wandelen met bedreigingen. De oude Ulaf heeft moeite met het werktempo, waarop Andor hem helpt. Een nieuwe gevangene wordt binnengebracht. Andor bestudeert ontsnappingsmogelijkheden door bewakers trachten te overrompelen. Hij vraagt aan Kino hoeveel bewakers er per niveau zijn maar die weigert te helpen. Intussen gaan er geruchten rond dat alle gevangenen van Afdeling 2 dood zijn. Ulaf valt flauw tijdens een werkdienst, waarop een dokter-gevangene wordt opgeroepen. De dokter ziet dat Ulaf een zware beroerte heeft gehad en euthanaseert hem. Aan Andor en Kino vertelt hij dat geheel Afdeling 2 geliquideerd is bij een opstand, die ontstond omdat een gevangene van Afdeling 4, die vrijgelaten moest worden, weer gevangengezet was bij Afdeling 2. Kino beseft dat ze nooit vrijgelaten Luthen worden en besluit Andor te helpen met ontsnappen. |                |                     |                               |                |                     |
| 10 | 10             | One Way Out         | Toby Haynes                   | Beau Willimon  | 9 november 2022     |
| Het lijk van Ulaf wordt weggevoerd. Cassian beseft dat de volgende dag, wanneer Ulafs vervanger aankomt, hun beste kans is om te ontsnappen. Kino en Cassian vertellen de waarheid aan hun celgenoten over Afdeling 2. Ze broeden 's nachts verder op hun plan om te ontsnappen. Hun motivatie is dat ze toch al dood zijn (Dead already!) omdat ze nooit zullen vrijgelaten worden. De enige manier om vrij te komen, is ontsnappen (One way out!). Tijdens de volgende dagshift breekt Cassian een pijp in de toiletten, waardoor water op de vloer loopt richting hun werkruimte. Een nieuwe gevangene komt aan. Twee gevangenen beginnen ruzie te maken als afleiding voor de bewakers. Wanneer de lift daalt, blokkeert Cassian die en vallen zijn medegevangenen de bewakers aan. Die trachten de gevangenen te elektrocuteren met de vloerbeveiliging, maar het water veroorzaakt een kortsluiting in dat systeem. De bewakers worden overmeesterd en andere afdelingen worden bevrijd. Cassian en Kino dringen het hoofdkwartier binnen, waar ze alle beveiligingssystemen volledig afzetten. Kino roept alle 5000 gevangenen op om te ontsnappen. Van grote hoogte springen ze in de zee, maar Kino durft niet omdat hij niet kan zwemmen. Andor en Melshi vluchten samen op het strand richting vrijheid. De ISB heeft de gevangen Rebel dood achtergelaten in een gesimuleerd ongeval van zijn ruimteschip, in de hoop Rebellenleider Kreegyr in de val te lokken. Op Ferrix wordt dokter Mullmoy opgeroepen om de zieke Maarva te helpen. Een ISB-agent en Cinta houden gelijktijdig haar huis in het oog. Mon Mothma ontmoet de bankier Davo Sculdun. Hij is bereid haar te helpen met stiekem geldtransfers te regelen voor haar stichting. Zij stelt voor hem te betalen voor zijn diensten, maar zijn voorwaarde is een ontmoeting te regelen voor zijn 14-jarige zoon met Mothma's 13-jarige dochter Leida, om volgens de Chandrilaanse traditie een huwelijk tot stand te brengen. Kwaad en teleurgesteld stuurt zij hem weg. Luthen ontvangt de vraag van een bevriende spion voor een ontmoeting. Die spion blijkt ISB-luitenant Lonni te zijn, die al jaren als dubbelagent fungeert voor de Rebellie. Hij ontmoet Luthen in de donkere krochten van Coruscant en informeert hem over Supervisor Meero en ISB's kennis over Ferrix, Aldhani, 'Axis' en Kreegyr. Luthen vindt het waard om Kreegyr op te offeren om hun eigen plannen niet in het gedrang te brengen. Lonni vraagt om te mogen stoppen als spion, omdat hij genoeg opgeofferd heeft voor de Rebellie, maar Luthen weigert. |                |                     |                               |                |                     |
| 11 | 11             | Daughter of Ferrix  | Benjamin Caron                | Tony Gilroy    | 16 november 2022    |
| Andor en Melshi willen een oude Quadjumper (ruimteschip) stelen van twee lokale vissers om van de gevangenisplaneet te ontsnappen, maar lopen in hun val van veiligheidsnetten. Gelukkig blijken de vissers het Keizerrijk evenzeer te haten en zijn ze bereid om hen een lift te geven naar de planeet Niamos. Daar vindt Cassian zijn verstopte geldkoffer terug. Hij belt naar een vriend op Ferrix, die hem vertelt dat zijn moeder Maarva overleden is. Melshi gaat zijn eigen weg om te openbaren wat er aan de gaande is op de gevangenisplaneten. De Zusters van Ferrix verzorgen Maarva's begrafenis. Naar traditie wordt haar stoffelijk overschot verbrand en haar as verwerkt in een baksteen, die twee dagen later bij de begrafenis zal worden ingemetseld in een muur. Haar droid Bee (B2EMO) is ontroostbaar. Bix wordt ondervraagd of haar mysterieuze koper van gestolen Keizerlijk materiaal Anto Kreegyr is. Mon Mothma vertelt haar nicht Vel over haar problemen met het wegsluizen van 400.000 kredieten. Leida volgt passioneel les in de Chandrilaanse traditie van uithuwelijking. Echter, ze weet nog niet dat haar moeder reeds een huwelijkskandidaat heeft. Saw Gerrera is toch bereid om Anto Kreegyr te helpen bij zijn aanval op Spellhaus. Luthen geeft aan hem toe dat de ISB weet heeft van Kreegyrs plan en dat hij bereid is hem op te geven om zijn bron (binnen de ISB) en zijn eigen Rebellenagenda te beschermen. Luthen tracht Saw te overtuigen om Kreegyr niet te waarschuwen. Luthens Haulcraft (ruimteschip) wordt onderzocht door de Keizerlijke patrouille-ruimtekruiser Segra Milo. Ze willen aan boord komen voor inspectie maar Luthen vernietigt hun trekstraal en ruimtejagers en ontsnapt in hyperruimte. Vel, Karn en de ISB verwachten dat Cassian naar de begrafenis van Maarva komt en willen hem er opwachten, elk met voor hun eigen redenen. Luthen gaat er ook heen. |                |                     |                               |                |                     |
| 12 | 12             | Rix Road            | Benjamin Caron                | Tony Gilroy    | 23 november 2022    |
| Op Ferrix wil Cassian de gevangen Bix bevrijden tijdens de begrafenis van zijn adoptiefmoeder Maarva. In hun zoektocht naar 'Axis' plannen ISB-Supervisor Meero en het lokale Keizerrijk-garizoen een val om Cassian levend te vangen voor ondervraging. De Rebellen Luthen, Vel en Cinta willen Cassian doden om hem het zwijgen op te leggen. Het ISB-hoofdkwartier op Coruscant informeert Meero dat Anto Kreegyr en zijn gehele Rebellenteam afgemaakt zijn bij hun aanval op Spellhaus, als represaille voor het Aldhani-debacle. Zij had liever gezien dat Kreegyr was gevangengenomen voor ondervraging. Mon Mothma maakt ruzie met haar man, wetende dat haar chauffeur, een ISB-agent, meeluistert. Ze beschuldigt haar man ervan hun geld te vergokken, zodat de agent aan het ISB-hoofdkwartier zal rapporteren dat dit mogelijk de reden is waarom er recent zoveel van Mon Mothma's kredieten versluisd zijn, wat ook gebeurt. Wat later huwelijken Mon Mothma en haar man hun 13-jarige dochter Leida uit aan de 14-jarige zoon van de bankier Davo Sculdun. De rouwstoet, geleid door Brasso, trekt naar het hoofdplein waar Maarva's droid B2EMO een metershoge hologram-opname van haar afspeelt. In een emotionele speech vraagt ze haar planeetgenoten om in opstand te komen tegen het Keizerrijk. De burgers vallen het lokale garizoen aan, dat met scherp begint te schieten nadat Wilmon Paak een bom in hun middens tot ontploffing brengt, als wraak voor zijn terechtgestelde vader. Supervisor Meero raakt verwikkeld in het gevecht, maar wordt gered door Syril Karn. In de verwarring weet Cassian Bix te bevrijden. Samen met B2EMO, Brasso, Paak en Jezz (een Zuster van Ferrix) ontsnapt ze in een ruimteschip veilig naar Gangi Moon. Cinta steekt een lokale ISB-spion dodelijk neer, alvorens ze samen met Vel de planeet verlaat. Cassian stelt Luthen voor de keuze hem te doden of hem zich te laten aansluiten bij de Rebellie. Luthen lacht en laat zijn vuurwapen zakken. Epiloog (na de aftiteling): In de ruimte werken droids aan een bijna volledig afgewerkte Death Star. Op de doodstraal-schotel installeren ze de toestellen die in elkaar gezet zijn door de gevangenen op Narkina 5. |                |                     |                               |                |                     |

### Seizoen 2
| Nr. in reeks | Nr. in seizoen | Titel                     | Schrijver(s)        | Regisseur                   | Eerste uitzenddatum |
| ------------ | -------------- | ------------------------- | ------------------- | --------------------------- | ------------------- |
| 13           | 1              | One Year Later            | Ariel Kleiman       | Tony Gilroy                 | 23 april 2025       |
| 14           | 2              | Sagrona Teema             | Ariel Kleiman       | Tony Gilroy                 | 23 april 2025       |
| 15           | 3              | Harvest                   | Ariel Kleiman       | Tony Gilroy                 | 23 april 2025       |
| 16           | 4              | Ever Been to Ghorman?     | Ariel Kleiman       | Beau Willimon & Tony Gilroy | 30 april 2025       |
| 17           | 5              | I Have Friends Everywhere | Ariel Kleiman       | Beau Willimon & Tony Gilroy | 30 april 2025       |
| 18           | 6              | What a Festive Evening    | Ariel Kleiman       | Beau Willimon & Tony Gilroy | 30 april 2025       |
| 19           | 7              | Messenger                 | Janus Metz          | Dan Gilroy & Tony Gilroy    | 7 mei 2025          |
| 20           | 8              | Who Are You?              | Janus Metz          | Dan Gilroy & Tony Gilroy    | 7 mei 2025          |
| 21           | 9              | Welcome to the Rebellion  | Janus Metz          | Dan Gilroy & Tony Gilroy    | 7 mei 2025          |
| 22           | 10             | Make It Stop              | Alonso Ruizpalacios | Tom Bissell & Tony Gilroy   | 13 mei 2025         |
| 23           | 11             | Who Else Knows?           | Alonso Ruizpalacios | Tom Bissell & Tony Gilroy   | 14 mei 2025         |
| 24           | 12             | Jedha, Kyber, Erso        | Alonso Ruizpalacios | Tom Bissell & Tony Gilroy   | 14 mei 2025         |

## Productie

### Achtergrond
Disney-CEO Bob Iger kondigde in november 2017 aan dat Disney en Lucasfilm een live-action Star Wars-televisieserie aan het ontwikkelen waren voor de nieuwe streamingdienst Disney+. In februari 2018 verduidelijkte hij dat er meerdere series in ontwikkeling waren. Een van deze series bleek een prequel te zijn voor de film Rogue One (2016). Het werd beschreven als een "opzwepende spionagethriller" gericht op het personage Cassian Andor, waarbij Diego Luna zijn rol uit de film opnieuw voor zijn rekening zou nemen. De productie zou naar verwachting in 2019 beginnen nadat Luna de opnames van het tweede seizoen van Narcos: Mexico had voltooid.

### Ontwikkeling
Tony Gilroy werd aangesteld als showrunner van de serie, en hij zou tevens de eerste aflevering regisseren. In september 2020 werd begonnen met de productie. Vanwege de reisbeperkingen als gevolg van de COVID-19-pandemie, koos Gilroy ervoor niet af te reizen van New York naar het Verenigd Koninkrijk om de eerste aflevering te regisseren. In plaats daarvan werd de in het Verenigd Koninkrijk gevestigde Toby Haynes ingehuurd om de eerste drie afleveringen te regisseren, waarbij Gilroy betrokken zou blijven als uitvoerend producent en showrunner.
In december 2020 maakte Lucasfilm-president Kathleen Kennedy de titel van de serie bekend. Diego Luna werd onthuld als uitvoerend producent van de serie, die uit 12 afleveringen zou bestaan. Luna uitte zijn opwinding over het feit dat hij het personage verder in de serie kon verkennen na de bitterzoete ervaring van het maken van Rogue One, waarin het personage sterft.

### Casting
Bij de aankondiging van de serie in november 2018 werd bevestigd dat Diego Luna net als in Rogue One de rol van Cassian Andor op zich zou nemen. Een jaar later voegden Stellan Skarsgård, Kyle Soller, Genevieve O'Reilly en Denise Gough zich bij de cast. O'Reilly neemt de rol van Mon Mothma voor haar rekening, die ze eerder al vertolkte in Rogue One en andere Star Wars-media. De serie heeft meer dan 200 benoemde castleden en meer dan 6000 figuranten.

## Release
De serie kwam op 21 september 2022 uit op de streamingdienst Disney+ en bestaat uit 12 afleveringen. Het tweede en laatste seizoen is gepland voor 22 april 2025. Tot en met 14 mei 2025 verschijnen er elke week drie nieuwe afleveringen op de streamingdienst Disney+.